# Dalton (Nebraska)
Dalton – wieś w USA, w stanie Nebraska, w hrabstwie Cheyenne.

## Demografia
Według przeprowadzonego przez United States Census Bureau spisu powszechnego w 2010 miasto liczyło 315 mieszkańców.